# Bolszewicy

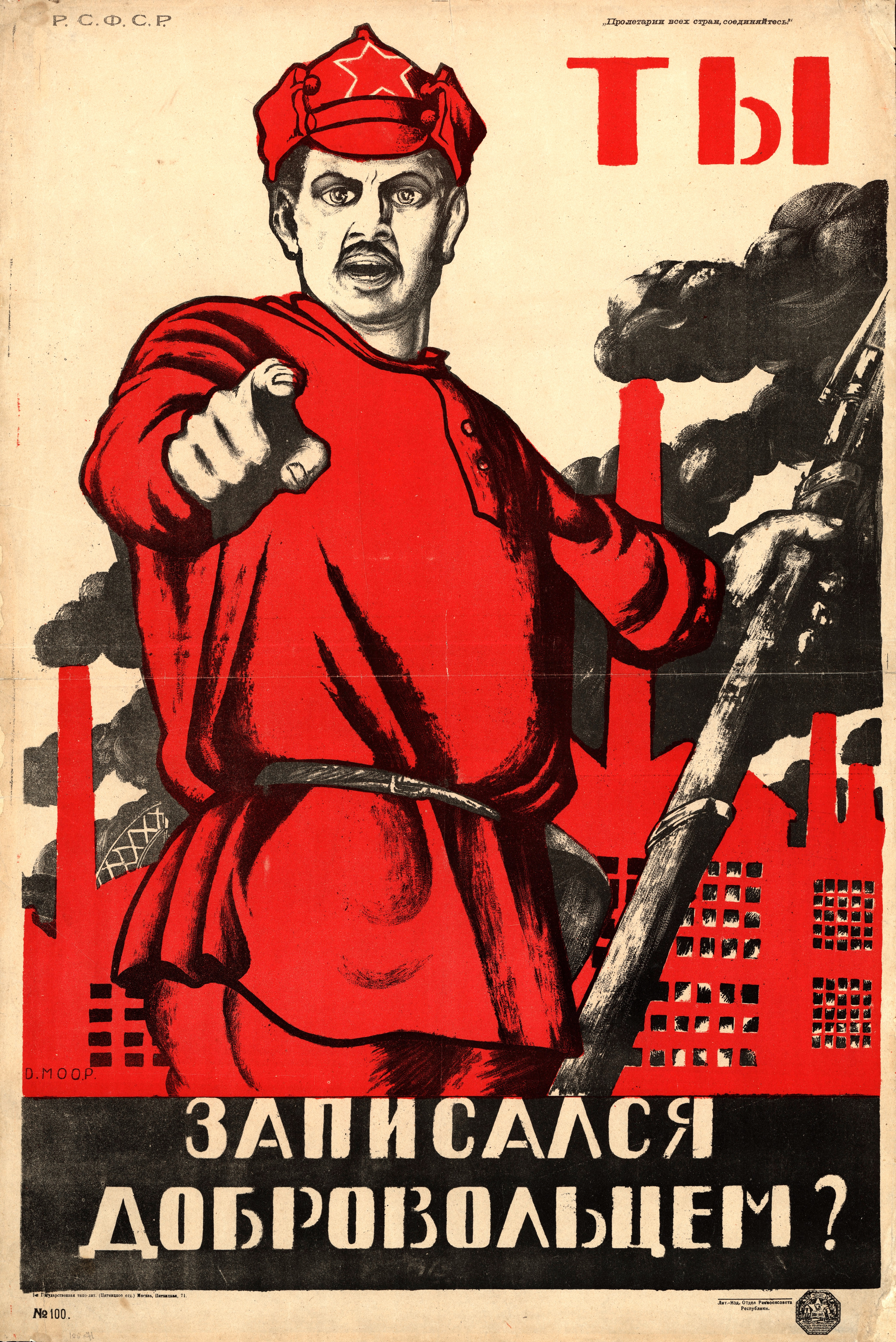
Czy zgłosiłeś się na ochotnika? – bolszewicki plakat werbunkowy z okresu wojny domowej

Bolszewicy (ros. большевики) – w latach 1903–1918 frakcja Socjaldemokratycznej Partii Robotniczej Rosji (SDPRR), która na II Zjeździe tej partii w 1903 roku uznała się za większościową, swoich przeciwników nazwała mienszewikami. Następnie samodzielna partia — 
SDPRR(b).

## Droga do władzy

### Utworzenie frakcji

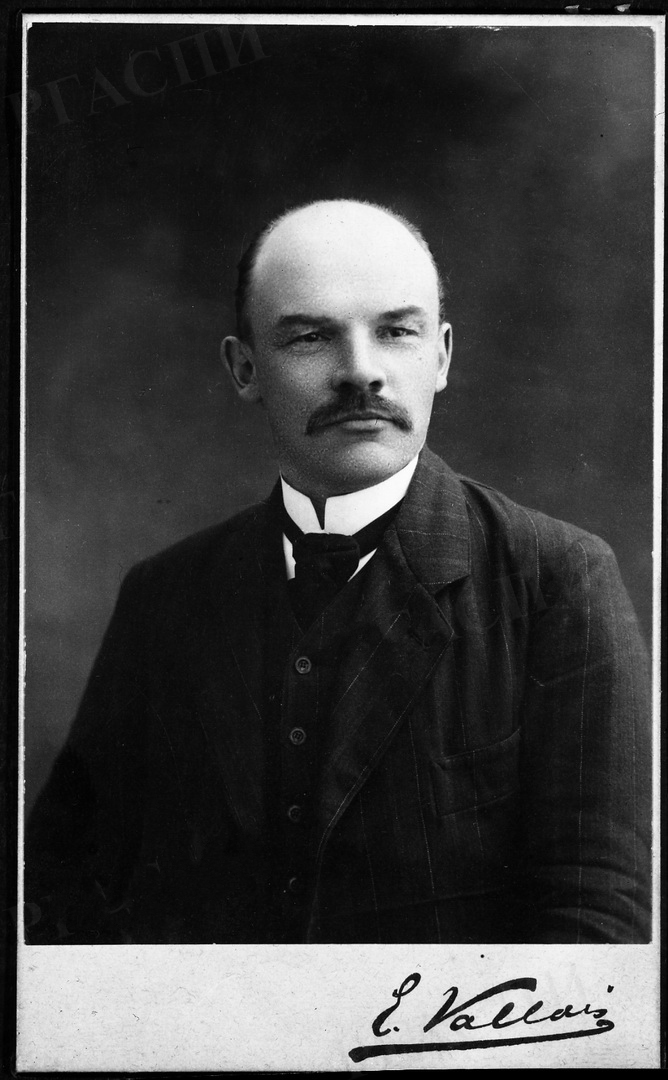
Włodzimierz Lenin, 1910

Frakcja narodziła się w wyniku sporu między Włodzimierzem Leninem a Julijem Martowem. Martow twierdził, że członkowie partii powinni działać niezależnie od kierownictwa partii, Lenin nie zgodził się z tym i podkreślił potrzebę silnego przywództwa. Sprawę poddano pod głosowanie. Martow wygrał je, otrzymując 28 do 22 głosów. Debata była kontynuowana po głosowaniu, przez co wielu działaczy Martowa opuściło Kongres w trakcie jego trwania na znak protestu. Lenin wykorzystał ten fakt w celach propagandowych i nazwał swoją frakcję bolszewikami, czyli większością. Oponentów popierających Martowa określił natomiast mienszewikami, czyli mniejszością. Niemniej w kolejnych latach bolszewicy rzeczywiście stali się w partii większością i cieszyli się większym poparciem społecznym. W kolejnych latach część członków SdPRR próbowała zjednoczyć zwaśnione frakcje, co jednak nigdy się nie udało.
Frakcja wzięła aktywny udział w rewolucji 1905 roku. Szczególnie spektakularne, jak i krytykowane przez inne partie socjalistyczne, były przeprowadzane przez partię napady na banki i inne instytucje publiczne. Akcje te miały posłużyć zdobyciu finansów potrzebnych na prowadzenie działalności partyjnej.
Aleksandr Bogdanow, który opowiedział się po stronie bolszewickiej, niedługo potem wdał się w konflikt z założycielem frakcji, Włodzimierzem Leninem. Bogdanow wierzył, że kultura socjalistyczna musi być wypracowana przez proletariat, Lenin stał z kolei na stanowisku awangardy socjalistycznej inteligencji przewodzącej klasie robotniczej. Bogdanow przyjął też tezy Ernsta Macha, które Lenin uważał za sprzeczne z marksizmem. Skonfliktowani działacze w kwietniu 1908 roku na krótko udali się na wspólne wakacje do wilii Gorkiego we włoskim Capri. Po powrocie do Paryża konflikt odżył, a Lenin zachęcał bolszewików do wykluczenia Bogdanowa i jego stronników z ruchu, oskarżając go o odejście od doktryny marksistowskiej. W maju 1908 roku Lenin napisał Materializm i empiriokrytycyzm stanowiący atak na Bogdanowa. Atak Lenina na Bogdanowa rozzłościł dużą liczbę bolszewików, w tym jego bliskich zwolenników: Aleksieja Rykowa i Lwa Kamieniewa. Na skutek konfliktu Bogdanow pozostał w ruchu bolszewickim, jednak – jako konkurencja dla Włodzimierza Lenina – został zmarginalizowany.

### I wojna światowa
W czasie wojny światowej bolszewicy przyjęli stanowisko  pacyfistyczne. We wrześniu 1915 roku działacze frakcji uczestniczyli w antywojennej konferencji w Zimmerwaldzie, a następnie w drugiej konferencji antywojennej, która odbyła się w Kienta. Wojnę poparła jedynie moskiewska frakcja tzw. inteligentów. Duży wpływ na przekonanie ogółu bolszewików do przyjęcia postaw pacyfistycznych miał Włodzimierz Lenin.   W listopadzie wydał w szwajcarskim piśmie "Socjaldemokrata" artykuł "Wojna a socjaldemokracja w Rosji", w którym przedstawił cele bolszewików w czasie wojny. Miały to być – prowadzenie propagandy, organizacja rewolucji socjalistycznej, budowa republik rosyjskiej, polskiej i niemieckiej, walka z caratem, szowinizmem wielkorosyjskim, walka o ośmiogodzinny dzień pracy oraz konfiskata ziem należących do obszarników. Działania antywojenne poważnie osłabiły frakcję bolszewicką. Rząd rozpoczął falę represji, które zmusiły działaczy do emigracji lub sprawiły, że trafili oni do więzień. Bolszewicy kontynuowali działalność w podziemiu, gdzie wydawali nielegalne pisma i prowadzili działania o charakterze propagandowym. W listopadzie 1914 roku pod Piotrogrodem odbyła się narada bolszewicka z udziałem m.in. posłów do parlamentu, narada została zaatakowana przez siły rządowe, a jej uczestnicy zostali skazani na dożywotnie zesłanie na Syberii.

### Rewolucja lutowa
W 1917 na skutek upadku reżimu carskiego do kraju z emigracji lub zesłania powrócił szereg uchodźców politycznych. Z zesłania wrócili bolszewicy: Lew Kamieniew, Józef Stalin, Lenin. Powrót Lenina umożliwili Niemcy, z którymi negocjował Fritz Platten, sekretarz Szwajcarskiej Partii Socjalistycznej. Lider bolszewików powrócił pociągiem specjalnym poprzez okupowaną przez Niemcy Europę 16 kwietnia. 
Lenin tuż po przybyciu do stolicy Rosji wygłosił przemówienie, w którym potępił Rząd Tymczasowy, który uważał za burżuazyjny i zbliżony do administracji carskiej, ponownie wzywając przy tym do ogólnoeuropejskiej rewolucji proletariackiej. 17 kwietnia Lenin przedstawił tzw. tezy kwietniowe, przedstawił w nich hipotezę jakoby w Rosji dokonała się wskutek rewolucji lutowej rewolucja burżuazyjno-demokratyczna, którą należy niezwłocznie przekształcić w rewolucję socjalistyczną, pozbawiając Rząd Tymczasowy władzy i przekazując ją w ręce robotników i ubogich chłopów, w formie systemu władzy rad. Czując, że wśród zwolenników bolszewików rośnie frustracja i chęć wywołania zbrojnego powstania, Lenin zaproponował organizację zbrojnej demonstracji politycznej w Piotrogrodzie, mającej sprawdzić reakcję rządu.
Zbrojne wystąpienie bolszewików, znane jako dni lipcowe, odbyło się, gdy był on z dala od Piotrogrodu. Na wieść o walkach prędko wrócił do stolicy. Spotkał się z bolszewickim Komitetem Centralnym, a następnie widząc, że wystąpienie wyszło spod kontroli, wezwał walczących bolszewików do zachowania spokoju z balkonu rezydencji. Apel nie pomógł, a rząd oskarżył Lenina o zdradę stanu i nakazał jego aresztowanie. Rząd przeprowadził akcję przeciwko bolszewikom. Przeciwko bolszewikom wystąpiły także pozostałe ugrupowania socjalistyczne. 400 działaczy zostało aresztowanych, a biura partii i Prawdy zostały zajęte. Rząd rozpoczął równocześnie akcję propagandową, oskarżając Lenina o bycie agentem-prowokatorem niemieckim (argumentem przemawiającym za tym miało być to, że wyjechał ze Szwajcarii, prosząc Niemców o przejazd przez teren ich państwa).
W czerwcu powstała bliska bolszewikom frakcja lewicowych eserowców wewnątrz partii socjalistów-rewolucjonistów, przekształcona następnie w odrębną partię. Siły bolszewickie zostały nadto wzmocnione przez przyłączenie się grupki niezależnych socjalistów pod wodzą Lwa Trockiego (który również powrócił do Rosji z emigracji w Stanach Zjednoczonych), co ożywiło akcję bolszewików, którzy (w przeciwieństwie do mienszewików i eserowców) występowali odtąd za przerwaniem działań wojennych.
Pod koniec sierpnia generał Ławr Korniłow, Komendant Główny Armii Rosyjskiej, wysłał wojska z frontu wschodniego do Piotrogrodu. Sytuacja wyglądała na próbę wojskowego puczu (sprawa Korniłowa). Przerażony premier Aleksander Kiereński zwrócił się do Rady Piotrogrodzkiej – w tym do bolszewików – o pomoc, pozwalając rewolucjonistom organizować robotników w ramach Czerwonej Gwardii w celu obrony Piotrogrodu przed wojskiem Korniłowa. Zamach zanikł, zanim Korniłow dotarł do miasta ze względu na rosnącą niechęć żołnierzy do oficerów. Beneficjentami całej sprawy byli głównie bolszewicy, którym pozwolono powrócić na scenę polityczną. W obawie przed kontrrewolucją sił prawicowych wrogich socjalizmowi, eserowcy i mienszewicy oraz rząd znormalizowali swoje relacje z bolszewikami. Umożliwiło to Leninowi ponowny powrót do Rosji. Pod jego kierownictwem frakcja rozpoczęła plany do zorganizowania antyrządowej akcji, a na posiedzeniu w Instytucie Smolnym datę puczu wyznaczono na 24 października. Za przeprowadzenie puczu odpowiadać miał Rewolucyjny Komitet Wojskowy. Komitet był uzbrojoną milicją ustanowioną przez piotrogrodzki Sowiet przy wsparciu Rządu Tymczasowego podczas sprawy Korniłowa. Komitet składał się głównie z osób lojalnych wobec bolszewików.
Bolszewicy ze stolicy nawiązali kontakt z partią bolszewicką z Moskwy (70 tysięcy działaczy). Lenin spotkał się z reprezentantami Moskwy 10 października i przekonał ich do uczestnictwa w rewolucji. Bolszewicy zaktywizowali swoich agitatorów wśród wojsk na Ukrainie, Białorusi, Uralu i na Syberii. Na wieść o działaniach bolszewików, Rząd Tymczasowy podjął się akcji antybolszewickich. 15 października komisarze dokonali wizytacji dzielnic robotników. Wzmocniono posterunki milicji w pobliżu Pałacu Zimowego. Rząd Tymczasowy dysponował w Piotrogrodzie jedynie tysiącem lojalnych żołnierzy, podczas gdy bolszewicy dysponowali około 150 tysiącami wiernych im żołnierzy i kolejnymi dziesiątkami tysięcy marynarzy. Proporcja taka (na drastyczną korzyść bolszewików) istniała wyłącznie w stolicy, lecz właśnie to miasto, jak się miało okazać, odegrało znaczącą rolę w rewolucji październikowej.

## Rewolucja październikowa i utworzenie RKP (b)

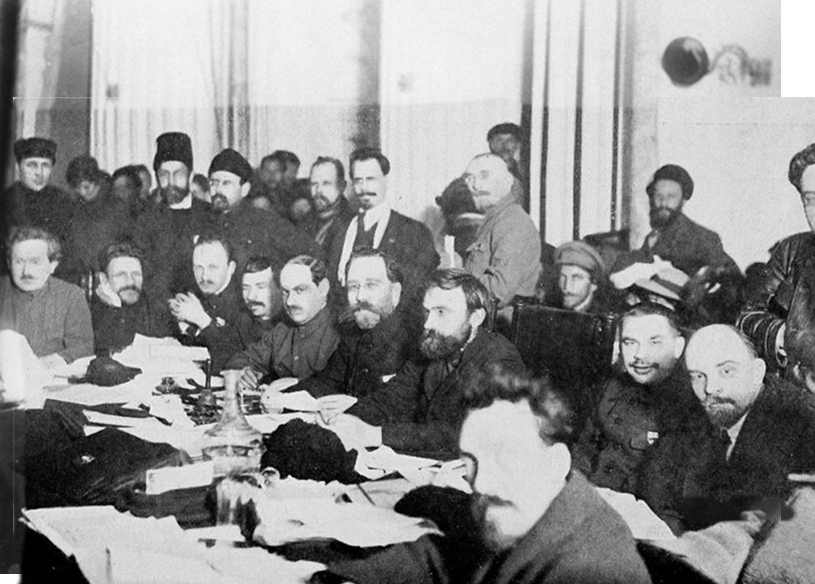
1920, Spotkanie partii bolszewickiej: siedzą (od lewej): Awel Jenukidze, Michaił Kalinin, Nikołaj Bucharin, Michaił Tomski, Michaił Łaszewicz, Lew Kamieniew, Jewgienij Prieobrażenski, Leonid Sieriebriakow, Włodzimierz Lenin i Aleksiej Rykow.

W dniach 6-7 listopada 1917 roku bolszewicy opanowali Piotrogród. Aresztowali dotychczasowe władze i utworzyli nowy rząd na czele z Leninem. Odtąd zaczęli przejmować władzę w Rosji. Wydarzenia te przeszły do historii jako rewolucja październikowa. Bolszewicy przeprowadzili wiele reform w duchu leninowskim. Powołano Ogólnorosyjski Centralny Komitet Wykonawczy składający się z 101 członków (62 bolszewików i 39 eserowców lewicowych).
Na VII Kongresie bolszewików w marcu 1918 roku, grupa przyjęła nową oficjalną nazwę: Rosyjska Komunistyczna Partia. Lenin uznał, że termin socjaldemokracja zbyt ściśle wiąże się z reformistyczną Socjaldemokratyczną Partią Niemiec, która rozgniewała go w trakcie wojny za poparcie w niej własnego rządu. Zmieniając nazwę partii Lenin podkreślił ostateczny cel bolszewizmu: utworzenie w przyszłości społeczeństwa komunistycznego.
3 marca 1918 w Brześciu podpisano traktat pokojowy między państwami centralnymi a Rosją. Podpisanie traktatu brzeskiego przez rząd odbyło się w sprzeczności ze stanowiskiem większej części bolszewików, którzy liczyli, że wojna przerodzi się w wojnę rewolucyjną.
Rząd bolszewicki prześladował przeciwników partii bolszewickiej. Rozpoczęto represje przeciwko arystokratom, szlachcie, bogatym mieszczanom i chłopom, a także członkom innych partii. Represje i radykalne przemiany społeczno-gospodarcze w kraju doprowadziły do wybuchu wojny domowej, z której zwycięsko wyszli bolszewicy.